# William Pettavel
William Pettavel, auch William Petavel (* 5. Dezember 1830 in Colombier; † 8. November 1907 in Neuenburg), war ein Schweizer evangelischer Geistlicher.

## Leben

### Familie
William Pettavel entstammte der Neuenburger Familie Pettavel, die ursprünglich aus Bôle stammten und war der Sohn des Geistlichen und Hochschullehrers Abram-François Pettavel (* 1. April 1791 in Neuenburg; † 14. August 1870 ebenda) und dessen Ehefrau Sophie, Tochter des Anwalts Victor-Théodore Junod; sein Bruder war der Geistliche Emmanuel Pettavel (* 16. November 1836 in Neuenburg; † 15. November 1910 in Lausanne), verheiratet mit Suzanne Olliff.
Er war mit Eliza (geb. Kent) verheiratet, gemeinsam hatten sie mehrere Kinder.

### Werdegang
William Pettavel studierte Theologie an der Akademie Neuenburg (heute: Universität Neuenburg), die 1838 von Friedrich Wilhelm IV. von Preussen, damals Fürst von Neuenburg (siehe auch: Kanton Neuenburg#Geschichte), gegründet worden war; 1853 wurde er ordiniert.
Von 1855 bis 1866 war er Ministre du vendredi (Freitagsprediger), bevor er 1866 als Pfarrer an die Schweizerkirche in die Endell Street in London berufen wurde, worauf er von 1879 bis 1885 Pfarrer in Bevaix und von 1885 bis zu seinem Tod Pfarrer in Neuenburg war.

### Geistliches und berufliches Wirken
Ebenso wie sein Vater und sein Bruder, war William Pettavel ein Freund des jüdischen Volkes (siehe Philosemitismus) und engagierte sich in der Alliance Israélite Universelle, die 1860 in Frankreich gegründet worden war, um Juden in der ganzen Welt zu unterstützen und antijüdischen Hass zu bekämpfen; sie war ein Vorläufer des heutigen jüdisch-christlichen Dialogs.
1904 hielt er gemeinsam mit Edouard Robert-Tissot (1832–1905) die Trauerrede während der Beerdigung des Pfarrers Louis Favre (1822–1904).
Von 1881 bis 1907 war William Pettavel Redakteur des Ami d'Israël.
Er pflegte auch eine Freundschaft mit Félix Bovet (1824–1903), Direktor des Schulheim Grandchamp in Boudry.